# Encyclia ceratistes
Encyclia ceratistes es una especie de planta de la familia de las orquídeas (Orchidaceae). Conocida comúnmente como lluvia escarchada, lluvia verde o lluvia de miel. Se distribuye desde México hasta Colombia y Venezuela.

## Galería

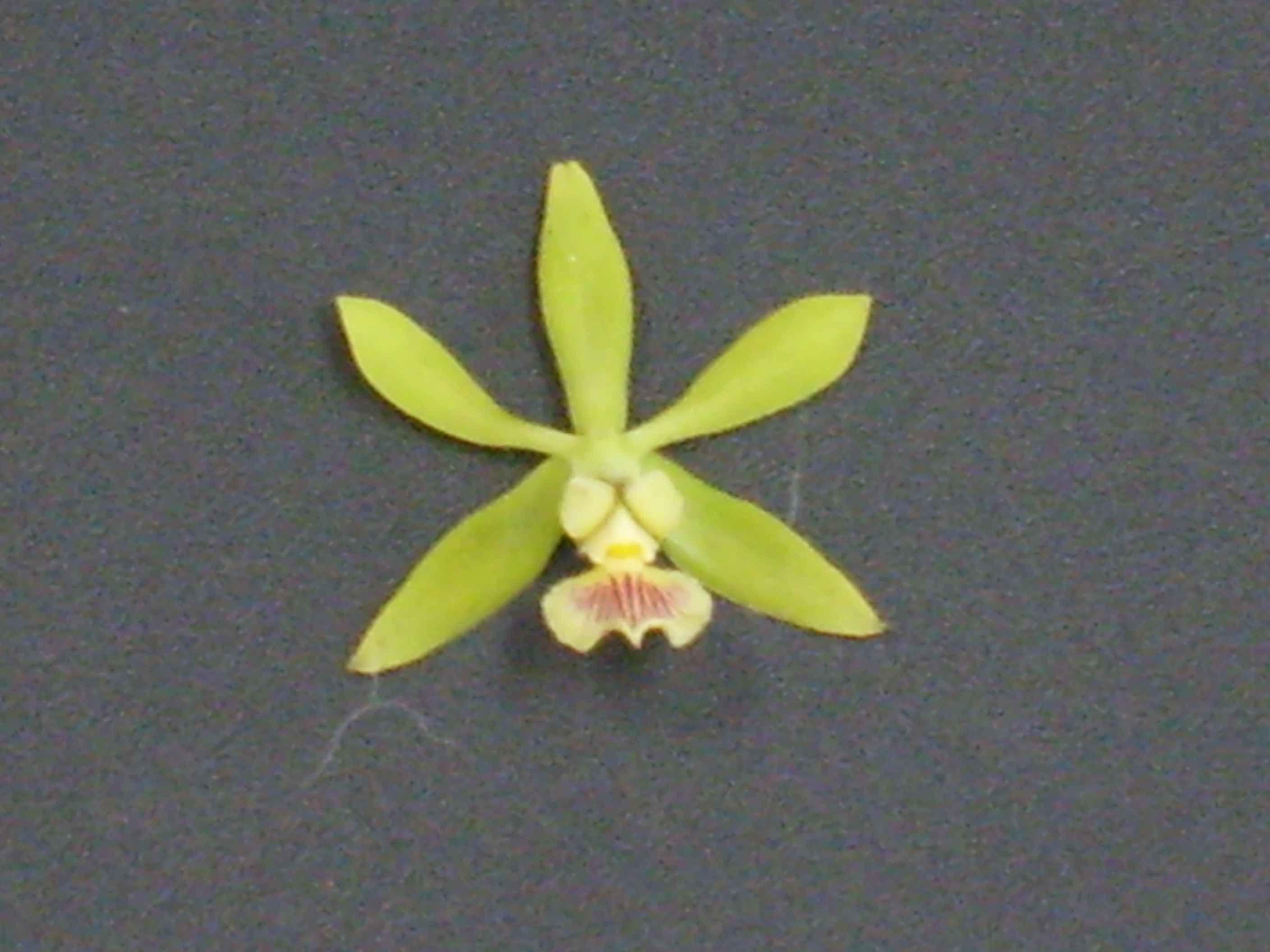
Flor.
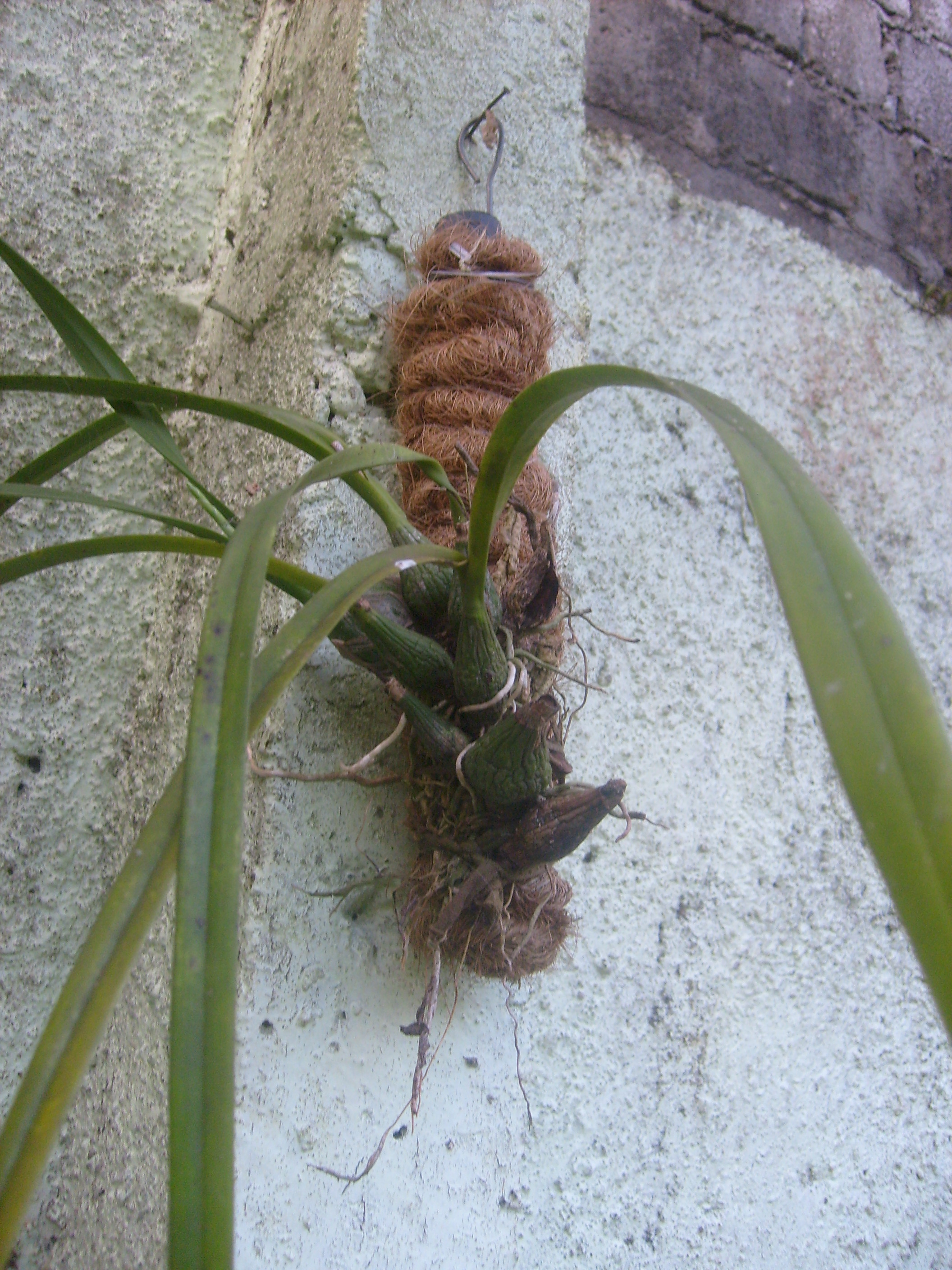
Bulbos y hojas.